# Aleksandrów (gromada w powiecie biłgorajskim)
Aleksandrów – dawna gromada, czyli najmniejsza jednostka podziału terytorialnego Polskiej Rzeczypospolitej Ludowej w latach 1954–1972.
Gromady, z gromadzkimi radami narodowymi (GRN) jako organami władzy najniższego stopnia na wsi, funkcjonowały od reformy reorganizującej administrację wiejską przeprowadzonej jesienią 1954 do momentu ich zniesienia z dniem 1 stycznia 1973, tym samym wypierając organizację gminną w latach 1954–1972.
Gromadę Aleksandrów z siedzibą GRN w Aleksandrowie utworzono – jako jedną z 8759 gromad na obszarze Polski – w powiecie biłgorajskim w woj. lubelskim na mocy uchwały nr 6 WRN w Lublinie z dnia 5 października 1954. W skład jednostki weszły obszary dotychczasowych gromad Aleksandrów I, Aleksandrów II, Aleksandrów III, Aleksandrów IV i Margole ze zniesionej gminy Aleksandrów oraz miejscowość Bukowiec z dotychczasowej gromady Lipowiec ze zniesionej gminy Księżpol w powiecie biłgorajskim, a także obszary leśne gromad Aleksandrów i Margole stanowiące część obszaru dotychczasowych gromad Tereszpol-Kukiełki i Tereszpol-Zygmunty ze zniesionej gminy Tereszpol w powiecie zamojskim w tymże województwie. Dla gromady ustalono 26 członków gromadzkiej rady narodowej.
Gromada przetrwała do końca 1972 roku, czyli do kolejnej reformy gminnej. 
1 stycznia 1973 Aleksandrów na okres 19 lat utracił funkcje administracyjne, powracając do nich dopiero w 1992 roku, kiedy to w woj. zamojskim reaktywowano (o zupełnie innym składzie) zniesioną w 1954 roku gminę Aleksandrów.